# Единая книга регистрации преступлений
Единая книга регистрации преступлений (ЕКРП) (бел. Адзіная кніга рэгістрацыі злачынстваў, бел. АКРЗ) — единый архив данных (онлайн-платформа) о преступлениях, которые, согласно заявлениям пострадавших граждан и показаниям свидетелей, совершены сотрудниками белорусских силовых органов. Проект реализован в декабре 2020 года Светланой Тихановской и Народным антикризисным управлением.

## История
13 ноября 2020 года бывший кандидат на президентских выборах 2020 года в Белоруссии Светлана Тихановская, декларировавшая себя «национальным лидером», объявила о создании «Народного трибунала», который займётся сбором доказательств преступлений белорусских властей: «Я, Светлана Тихановская, вместе с Народным антикризисным управлением, объявляю Народный трибунал и амнистию за захват Лукашенко и членов его террористической группировки. Если государственная судебная система не работает, мы справимся без неё». Тихановская заявила, что «международная группа уже ведёт работу по признанию Лукашенко и его пособников террористической организацией», активисты работают над созданием централизованной системы фиксации и подтверждения свидетельств преступлений. Тихановская призвала сотрудников силовых структур предоставлять видео и другие свидетельства «исполнения преступных приказов» — те, кто это сделает, по её словам, смогут «рассчитывать на амнистию либо смягчение уголовной ответственности».
1 декабря Светлана Тихановская объявила о запуске онлайн-платформы «Единая книга регистрации преступлений», где, по её словам, будут собираться свидетельства задержаний, пыток и избиений, совершённых сотрудниками белорусских силовых органов, а также имена виновных. Проект был реализован Народным антикризисным управлением, которое возглавляет Павел Латушко, совместно с инициативой BYPOL. Команда разрабатывала платформу на протяжении двух месяцев. На пресс-конференции Светлана Тихановская заявила, что проект направлен на сотрудников силовых органов, «которые оказались вовлечены в репрессивную машину», но не хотят в ней участвовать. Создатели онлайн-платформы предложили им сотрудничать с проектом — оформить конфиденциальную явку с повинной, что позволит им рассчитывать на смягчение наказания в будущем. Как отметил один из основателей BYPOL, бывший следователь из Минска Андрей Остапович, смягчение наказания будет лишь в том случае, если на момент заявления явки с повинной этот человек не признан подозреваемым.
Участниками проекта также могут быть граждане, которые стали свидетелями или жертвами пыток и насилия со стороны силовых органов или фальсификации результатов выборов избирательными комиссиями.
Как заявили в Координационном совете белорусской оппозиции, в работе над проектом участвовали бывшие сотрудники Министерства внутренних дел, прокуратуры, следствия, эксперты в области уголовного права, юристы, адвокаты, судьи. Сайт проекта находится на серверах за пределами Беларуси. Поступающие сведения о нарушениях законности будут проверяться юристами, которые также будут готовить материалы для подачи возбуждения уголовных дел в Беларуси и на международном уровне. Собранные доказательства будут передаваться в ОБСЕ, Совет Европы и суд универсальной юрисдикции в Литве. Команда Светланы Тихановской будет готовить рекомендации по включению лиц, в отношении которых собраны реальные доказательства, в санкционные списки. Часть материалов была обнародована 20 декабря 2020 года.
9 декабря 2020 года стало известно, что доступ к сайту платформы с территории Беларуси заблокирован — адрес внесен в список ресурсов ограниченного доступа. Создатели проекта и сами разрешили пользователям из Беларуси доступ к сайту лишь через VPN.
16 декабря в эфире телеканала «Дождь» Павел Латушко заявил, что в адрес платформы поступило большое количество материалов, свидетельствующих о неправомерных и жестоких действиях силовиков, в том числе записи с городских камер видеонаблюдения. В эфире были показаны два видеоролика, на которых запечатлены события 9 августа в Минске в районе Стелы. Сейчас это видео изучают и анализируют бывшие следователи, прокуроры и сотрудники милиции, которые входят в инициативу BYPOL.
20 декабря на сайте ЕКРП были опубликованы первые материалы, в том числе касающиеся разгрома минской кофейни O'Petit, применения пыток, вынесения неправосудных решений судами, похищения людей и других преступлений. Эти материалы будут переданы независимым проектам, которые выступают за расширение санкционных списков Евросоюза, США и других стран. Материалы будут также направлены в Суд универсальной юрисдикции Литвы. Авторы проекта отмечают, что следующий список материалов будет опубликован 20 января 2021 года.
12 января 2022 года суд Железнодорожного района Гомеля признал экстремистскими материалами Единую книгу регистрации преступлений и другие интернет-ресурсы инициативы BYPOL.

## Цели проекта
Главной целью проекта является создание единой и полной базы лиц, причастных к преступлениям, и доказательств совершённых преступлений. ЕКРП даст возможность содействовать раскрытию преступлений и тем самым, согласно Уголовному кодексу, получить право на смягчение наказания в будущем. Также свидетели или потерпевшие могут сообщить о противоправном действии со стороны силовиков.